# Districtul Bang Pakong
Bang Pakong (în thailandeză บางปะกง) este un district (Amphoe) din provincia Chachoengsao, Thailanda, cu o populație de 87.137 de locuitori și o suprafață de 257,893 km².